# برج فاندادورس
برج فاندادورس (به اسپانیایی: Torre IVY) یک سازه (ساختمان) در مکزیک است که در مونتری واقع شده‌است.